# Charles Barton
Charles Barton (n. 25 mai 1902, California, SUA – d. 5 decembrie 1981, Burbank, California, SUA) a fost un regizor și director de imagine american.

## Filmografie
- Wagon Wheels (1934)
- Car 99 (1935)
- The Last Outpost (1935)
- Timothy's Quest (1936)
- And Sudden Death (1936)
- Murder with Pictures (1936)
- Rose Bowl (1936)
- The Crime Nobody Saw (1937)
- Forlorn River (1937)
- Thunder Trail (1937)
- Born to the West (1937)
- My Son In Guilty (1939)
- Island of Doomed Men (1940)
- Babies for Sale (1940)
- Honlulu Lu (1941)
- Reveille with Beverly (1943)
- Is Everbody Happy? (1943)
- Beautiful But Broke (1944)
- The Time of Their Lives (1946)
- Buck Privates Come Home (1947)
- The Wistful Widow of Wagon Gap (1947)
- The Noose Hangs High (1948)
- Abbott and Costello Meet Frankenstein (1948)
- Mexican Hayride (1948)
- Africa Screams (1949)
- Abbott and Costello Meet the Killer, Boris Karloff (1949)
- The Milkman (1950)
- Ma and Pa Kettle at the Fair (1952)
- Dance with Me, Henry (1956)
- The Shaggy Dog (1959)
- Toby Tyler (1960)
- Swingin' Along (1962)